# Castelleone di Suasa
Castelleone di Suasa – miejscowość i gmina we Włoszech, w regionie Marche, w prowincji Ankona.
Według danych na styczeń 2010 gminę zamieszkiwało 1730 osób przy gęstości zaludnienia 109,3 os./1 km².